# Lauri Leino
Lauri Leino (21 de marzo de 1904 – 20 de marzo de 1978) fue un actor y director finlandés.

## Biografía
Nacido en Kuusankoski, en la actual Kouvola,  Finlandia, Leino fue actor teatral desde la década de 1920, trabajando entre otros en el Kaupunginteatteri de Joensuu y en el Teatro de Tampere. Fue también un distinguido director teatral, dirigiendo el Kaupunginteatteri de Hämeenlinna en los años 1950 y 1960. 
Se hizo conocido por su papel de Konsta Pylkkänen en la serie televisiva Havukka-ahon ajattelija]] (1971), basada en la novela homónima de Veikko Huovinen. El personaje fue importante en su carrera pues lo interpretó en la serie radiofónica del mismo título y en el Teatro de Tampere. Leino actuó en cinco largometrajes, siendo su papel más importamnte el del zapatero Topia en la película de Valentin Vaala Nummisuutarit (1957). Su última actuación llegó en 1978, el año de su muerte, siendo un papel de reparto en la coproducción suecofinlandesa Tuntematon ystävä.
Como premio a su trayectoria artística, recibió en el año 1963 la Medalla Pro Finlandia.
Lauri Leino falleció en 1978 en Helsinki, Finlandia, el día antes de cumplir los 74 años.

## Filmografía (selección)
- 1947 : Pikku-Matti maailmalla
- 1954 : Kunnioittaen
- 1954 : Mä oksalla ylimmällä
- 1957 : Nummisuutarit
- 1976 : Antti Puuhaara
- 1978 : Tuntematon ystävä